# مینکینگا (استان سلیزیا سفلی)
مینکینگا (به لاتین: Miękinia) یک روستا در لهستان است که در گمینا مینکینگا واقع شده‌است. مینکینگا ۱٬۶۰۰ نفر جمعیت دارد.

## خواهرخوانده
شهر شوارمشتدت خواهرخواندهٔ مینکینگا (استان سیلزی سفلی) هست.